# Marano Veneziano
Marano Veneziano is een plaats (frazione) in de Italiaanse gemeente Mira (VE).